# Oxyprosopus nimbae
Oxyprosopus nimbae är en skalbaggsart som beskrevs av Pierre Lepesme och Stefan von Breuning 1952. Oxyprosopus nimbae ingår i släktet Oxyprosopus och familjen långhorningar.
Artens utbredningsområde är Liberia. Inga underarter finns listade i Catalogue of Life.